# Eduard Lukas
Eduard Lukas (* 19. April 1890 in Wiener Neustadt; † 14. September 1953 in München) war ein österreichischer Wirtschaftswissenschaftler und Hochschullehrer.

## Leben und Wirken
Nach seiner Reifeprüfung 1909 am Staatsgymnasium in Graz studierte Eduard Lukas, ein Sohn des Pädagogen Josef Lukas, zunächst drei Semester Medizin an der Universität Graz bzw. Leipzig (1909/1911). Vom Sommersemester 1911 bis zum Wintersemester 1917/18 wechselte er dann zum Studium der Rechts- und Staatswissenschaft an der Universität Graz, allerdings wurde sein Studium durch den Kriegsdienst während des Ersten Weltkriegs unterbrochen. Seine erste juristische Staatsprüfung hatte er 1912 in Graz abgelegt, die zweite und dritte Staatsprüfung folgte dort 1917 bzw. 1918. Ebenfalls an der Universität Graz erfolgte 1918 seine Promotion, die Vorlage einer Dissertation war dort nicht notwendig. Nach kurzer Tätigkeit als Rechtsanwaltsanwärter in Graz übernahm er von 1919 bis 1921 eine Assistentenstelle bei Johann Max Emanuel Plenge an der Universität Münster. Bereits 1921 habilitierte sich Lukas in Münster für Wirtschaftliche Staatswissenschaft und lehrte dort bis 1923 als Privatdozent bzw. außerordentlicher Professor. 1923  hatte er kurze Zeit eine ordentliche Professur für Volkswirtschaftslehre und Statistik an der Universität Erlangen inne, anschließend von 1923 bis 1927 an der Universität Graz. Im Jahre 1927 wechselte er als Nachfolger von Walter Eucken auf die Professur für Volkswirtschaftslehre und Statistik an der Eberhard Karls Universität Tübingen. Am 14. Juni 1937 beantragte er die Aufnahme in die NSDAP und wurde rückwirkend zum 1. Mai desselben Jahres aufgenommen (Mitgliedsnummer 4.253.996). Von 1938 bis 1945 und von 1948 bis 1953 lehrte er schließlich an der Universität München. Lukas unterstützte vom Regime verfolgte Wissenschaftler; 1946 wurde er als von der Spruchkammer in München als "Mitläufer" und 1949 als "Entlasteter" eingestuft. In seinen Veröffentlichungen beschäftigte sich Lukas u. a. mit der Wirtschaftstheorie von Karl Marx sowie mit Fragen von Geld, Währung und Kredit.
Sein Bruder war der österreichische Staatsrechtslehrer Josef Lukas.

## Veröffentlichungen (Auswahl)
- Spekulation und Wirklichkeit im ökonomischen Marxismus. Eine Untersuchung zum Dogma der kapitalistischen Ausbeutung. Baedeker, Essen 1922 (Habilitationsschrift Universität Münster).
- Ricardo und Cassel. Eine Studie zur Casselschen Einkommenslehre. In: Jahrbücher für Nationalökonomie und Statistik, Bd. 3 bzw. 64 (1922), S. 369–395.
- Das wahre Wesen und die wahren Aufgaben der Arbeitslosenversicherung und produktiven Arbeitslosenfürsorge. Ein Beispiel kritischer Anwendung von Wirtschaftstheorie auf Wirtschafts- und Sozialpolitik. Leuschner & Lubensky, Graz 1926.
- Geschichte der Volkswirtschaftslehre. Aufriss der historisch bedeutsamsten volkswirtschaftlichen Lehrmeinungen und Systeme. Weimann, Leipzig 1927.
- Grundriss der allgemeinen Volkswirtschaftslehre. Eine Darstellung der Grundtatsachen und wesentlichsten Zusammenhänge in der modernen Verkehrswirtschaft. Leipzig 1928.
- Entwicklungsbedingungen und Aufgaben der modernen Wirtschaftstheorie (= Tübinger wirtschaftswissenschaftliche Abhandlungen, Folge 3, H. 1). Kohlhammer, Stuttgart 1928.
- Die physiokratische Wirtschaftstheorie und die Marxsche Arbeitswertlehre. In: Jahrbücher für Nationalökonomie und Statistik, Bd. 133 (1930), S. 1–21.
- Weltkrise und deutsche Wirtschaft. Mohr, Tübingen 1931.
- Wirtschaftsverfassung, Geldverfassung und Reparationen. Ein Beitrag zur Analyse der gegenwärtigen deutschen Wirtschaftskrise. In: Weltwirtschaftliches Archiv, Bd. 33 (1931), S. 319–364.
- Die Bedeutung des wirtschaftswissenschaftlichen Studiums. Kohlhammer, Stuttgart 1933.
- Wirtschaftsverfassung und Wirtschaftsethos (= Tübinger wirtschaftswissenschaftliche Abhandlungen, Folge 4, H. 1). Kohlhammer, Stuttgart 1933.
- Inflation, Deflation, Devalvation. Bayerischer Sparkassen- und Giroverband. München 1935.
- Aufgaben des Geldes. Kohlhammer, Stuttgart 1937 (657 S.).
- Währungsfreiheit des deutschen Volkes. Zentralverlag der NSDAP, Berlin 1940.
- "Geldschleier" und Zinspolitik. In: Jahrbücher für Nationalökonomie und Statistik, Bd. 153 (1941), S. 415–430.
- Sparen und Investieren. In: Walther Bayrhoffer (Hrsg.): Deutsche Geldpolitik. Duncker & Humblot, Berlin 1941, S. 371–402.
- "Geldüberhang" und "Geldüberfluß". In: Finanzarchiv, Bd. 10 (1943/44), S. 1–17.
- Geld und Währung. Gabler, Wiesbaden 1950.
- Geld und Kredit. Quelle & Meyer, Heidelberg 1951 (301 S.).
- Kritische Betrachungen zur Agiotheorie Böhm-Bawerks. In: Alfred Kruse (Hrsg.): Wirtschaftstheorie und Wirtschaftspolitik [Festgabe für Adolf Weber...]. Duncker & Humblot, Berlin 1951, S. 113–142.
- Betrachtungen zum "Oberen Wendepunkt" im bekannten Halmschen Konjunkturmodell. In: Fritz Voigt (Hrsg.): Beiträge zur Finanzwissenschaft und zur Geldtheorie. Festschrift für Rudolf Stucken. Vandenhoeck & Ruprecht, Göttingen 1953, S. 151–164.